# Peperomia gigantea
Peperomia gigantea är en pepparväxtart som beskrevs av G.Mathieu. Peperomia gigantea ingår i släktet peperomior, och familjen pepparväxter. Inga underarter finns listade i Catalogue of Life.